# Edmond Yernaux
Edmond Victorien Joseph Yernaux (Charleroi, 29 november 1894 - Charleroi, 19 juni 1977) was een Belgisch, socialistisch politicus en Waals militant.

## Levensloop
Yernaux groeide op zonder familie en ontmoette Jules Destrée aan de normaalschool van Charleroi, waar Destrée Waalse kunst onderwees. Yernaux werd actief bij de Socialistische Jonge Wacht en werd er coördinator nadat hij zijn beroep van onderwijzer had beëindigd.
In 1927 werd hij voor de POB en vervolgens de PSB burgemeester van Montignies-sur-Sambre en bleef dat tot in 1971. Van 1936 tot 1961 zetelde hij eveneens in de Belgische Senaat: van 1936 tot 1949 en van 1950 tot 1961 als rechtstreeks gekozen senator voor het arrondissement Charleroi-Thuin en van 1949 tot 1950 als provinciaal senator voor Henegouwen.
Hij maakte deel uit van de groep parlementairen rond de Belgische regering in Londen tijdens de bezetting in de Tweede Wereldoorlog. De Senaat duidde hem aan als lid van het Centrum Harmel en hij werd een nauwgezet lid van de drie afdelingen van het Centrum: de politieke, de culturele en de demografische. In 1946 diende hij, in opvolging van de besluiten van het Waals Nationaal Congres, een wetsvoorstel in tot instelling van Consultatieve Gewestraden (Brussel, Vlaanderen, Wallonië). Hij komt in deze zin tussen op het Buitengewoon Nationaal Congres van Wallonië van maart 1950.
Yernaux was lid van het bestendig comité van het Waals Nationaal Congres, en volgde Joseph Merlot op als voorzitter in 1957. Hij pleitte voor federalisme op het Waals Socialistisch Congres van 1959. Hij was ongelukkig met de algemene staking van 1960-1961 en was een van de Waalse socialistische politici die afstand nam van de Mouvement populaire wallon.

## Publicatie
- Folklore Wallon, Charleroi, 1956.